# El Alamein
El Alamein (ori Al Alamayn) (arabă: العلمين) este un oraș în nordul Egiptului pe malul Mării Mediterane. Oarșul se află la aproximativ 104 km vest de Alexandria și la aproximativ 328 km nord de Cairo. El Alamein are o populație de 5.788 locuitori, în conformitate cu rezultatele recensământului din 1996. Arhivat în 3 decembrie 2007, la Wayback Machine.
Până de curând, principala activitate economică era legată de portul petrolier, dar, în ultima vreme, a fost construită în zonă o stațiune de odihnă de lux. 

El Alamein a jucat un rol de primă importanță în timpul celui de-al doilea război mondial. În regiune au avut loc două bătălii importante: 
- Prima bătălie de la El Alamein (1 – 27 iulie 1942) în timpul căreia înaintarea forțelor Axei a fost oprită de ce cele ale Aliaților.
- A doua  bătălie de la El Alamein (23 octombrie – 4 noiembrie 1942) în timpul cărei forțele Aliaților au spart frontul Axei și a obligat forțele germano-italiene să se retragă până în Tunisia. Winston Churchill  a spus despre această luptă: „Nu este sfârșutul, nu este nici măcar începutul sfârșitului, dar este cel mai probabil sfârșitul începutului”.

## Turismul
În regiune se află un muzeu al războiului cu exponante din timpul „războiului civil” și al altor bătălii din timpul campaniei din Africa de nord. Vizitatorii pot vedea cimitirele militare germane și italiene de pe dealu Tel el-Eisa, din imediata vecinătate a orașului. Cimitirul german este în fapt un osuar, care adăpostește într-o clădire construită în stilul unei fortărețe medievale rămășițele a 4.200 de soldați. Cimitirul italian este un mausoleu format din mai multe galerii cu morminte. de fiecare dată când a fost posibil, placa funerară are inscripționată numele soldatului decedat, în cazul decedaților a căror nume nu a putut fi aflat, pe piatra sa funerară este trecut cuvântul "IGNOTO" – "Unknown".

În zonă există un cimitir militar al Commonwealthului, cu morminte ale soldaților din diferitele națiuni care au luptat de partea britanicilor. Există de asemenea monumente care comemorează luptătorii greci, neozeelandezi, australieni și sud-africani. Pe pietrele funerare sunt trecute numele soldatului, emblema unității și un epitaf scris de familie.